# زکات فطره
زکات فطره یا فطریه یکی از فروع دین اسلام است؛ که در عید فطر پرداخت می‌شود.
میزان فطریه: یک صاع است که معادل مبلغ حدود سه کیلوگرم قوت غالب (غذای روزمره) مورد استفاده افراد است که می‌تواند گندم (برای کسانی که بیشتر نان می‌خورند) یا برنج یا ذرت یا کشمش یا خرما و مانند این‌ها باشد.

## احکام زکات فطره بر اساس فقه شیعه

### شرایط
بر کسی که خودش فقیر نباشد واجب است برای خود و تمام کسانی که تحت تکفل (سرپرستی) او هستند زکات فطره بپردازد. برخی مراجع تقلید افراد تحت تکفل را شامل کسانی که شب عید فطر میهمان شخص هستند نیز دانسته‌اند. اگر کسی که فطره بر او واجب است آن را پرداخت نکند بر خود انسان واجب نمی‌شود. کارمندان و سربازان تحت تکفل دولت محسوب نمی‌شوند.

### زمان پرداخت
از غروب آفتاب شب عید فطر تا ظهر روز عید بایستی مبلغ آن پرداخت شود. اگر در این محدوده زمانی فقیری یافت نشود می‌توان مبلغ را کنار گذاشت و بعداً پرداخت کرد.

### میزان
معادل مبلغ حدود سه کیلوگرم قوت غالب (غذای روزمره) مورد استفاده افراد است که می‌تواند گندم (برای کسانی که بیشتر نان می‌خورند) یا برنج یا ذرت یا کشمش یا خرما و مانند اینها باشد. مبلغی که معمولاً هر سال اعلام می‌شود بر اساس نرخ گندم غیر یارانه‌ای است.
طبق اعلام دفتر سید علی خامنه‌ای در رمضان ۱۴۰۲، حداقل مبلغ فطریه شصت هزار تومان (براساس قوت غالب گندم) و بر مبنای قوت غالب برنج هم قیمت سه کیلو برنج بر حسب نوع مصرف بود.

### مصرف
این مبلغ تنها بایستی صرف مستمندان شود. کسی که خود سید نباشد نمی‌تواند آن را به سادات پرداخت کند. پرداخت فطریه به موسساتی که معلوم نیست آن را در امور خیریه مصرف کنند، جایز نیست.